# Wayang golek
Wayang golek (nella trascrizione Sundanese: ᮝᮚᮀ ᮍᮧᮜᮦᮊ᮪) è una delle tradizionali arti di burattineria dei popoli Sundanesi. Originaria del Giava occidentale, in Indonesia, si differenzia dalle altre forme di wayang per il modo di realizzare i pupazzi, che prevede l'utilizzo del legno, al contrario delle tipiche pelli. La Wayang golek è popolare soprattutto nella zona di Pasundan.
Il 7 novembre 2003, l'UNESCO indicò i teatri Wayang con le marionette sia piatte fatte di pelle (wayang Kulit) e di legno (wayang klitik) e sia tridimensionali in legno (wayang golek) come tre dei Patrimoni orali e immateriali dell'umanità. In cambio, gli indonesiani vennero incaricati di preservarne la tradizione.

## Etimologia
La locuzione giavanese wayang golek è costituita dalle parole Wayang, cioè "ombra" o "immaginazione", laddove Golek sta per "cercare". I termini equivalenti in indonesiano sono bayang e mencari. Nel moderno e quotidiano idioma giavanese e nel dizionario indonesiano, wayang può riferirsi al pupazzo stesso o a tutto l'apparato teatrale.